# هانس ليمان
هانس ليمان (بالألمانية: Hans Lehmann)‏ هو جندي ألماني، ولد في 24 سبتمبر 1915 في برونسبوتل في ألمانيا، وتوفي في 25 نوفمبر 1981 في هامبورغ في ألمانيا.